# Giovanni Battista Manzini
Giovanni Battista Manzini est un lettré bolonais, né le 22 août 1599, mort le 30 novembre 1664.

## Biographie
Dans sa jeunesse, il ne fit que voyager à travers toute l’Italie ; à Rome, où il connut le cardinal Pignatelli qui le protégea, il se fit recevoir docteur es lois (1623). Charles-Emmanuel Ier de Savoie le nomma chevalier de l’Ordre des Saints-Maurice-et-Lazare, et le duc de Modène lui donna le titre de marquis. Il fut en lutte avec Agostino Mascardi, à cause d’un libelle attaquant la réputation de cet historien renommé : contraint par le cardinal Maurice de Savoie, Manzini dut en faire une ample rétractation. Il composa une tragédie (Floridagelosa ; Parme, 1631), une comédie (L'Auarizia scornata ; Bologne, 1663), un roman dans le goût de ces romans interminables du XVIIe siècle (Il Cretideo, Bologne, 1637), traduit en français par Jean Baudoin, un bon nombre de poésies lyriques et de dissertations académiques.